# Google I/O
Google I/O ist eine Entwicklerkonferenz von Google, die seit 2008 – mit Ausnahme des Jahres 2020 – alljährlich stattfindet. Bis 2019 fand sie stets im US-amerikanischen Bundesstaat Kalifornien statt. I/O steht dabei sowohl für Innovation in the Open als auch für Input/Output (Eingabe und Ausgabe). Auf der Google I/O werden neue Funktionen, Hard- und Software von Google besprochen, wie zum Beispiel Android oder die Chromebooks, wobei die Konferenz sich explizit an fachlich versierte Entwickler richtet.
Neben den Präsentationen wurden in parallelen „Sessions“ (Sitzungen) bestimmte Themen detaillierter erörtert. Google ließ bis 2019 knapp 5000 Entwickler auf der Google I/O zu. Daher waren die Karten regelmäßig in wenigen Stunden ausverkauft, da die Google I/O als wichtigster Termin zur Information über neue Google-Produkte galt.
Aufgrund der COVID-19-Pandemie sagte Google die Google I/O 2020 ganz ab und machte alle abgehaltenen Google I/Os seit 2021 als Online-Veranstaltung beliebig vielen Interessenten neben dem Publikum vor Ort kostenlos zugänglich.

## Geschichte
| Jahr | Datum                                | Veranstaltungsort                    | Quellen     |
| ---- | ------------------------------------ | ------------------------------------ | ----------- |
| 2008 | 28. – 29. Mai                        | Moscone Center                       |             |
| 2009 | 27. – 28. Mai                        | Moscone Center                       |             |
| 2010 | 19. – 20. Mai                        | Moscone Center                       |             |
| 2011 | 10. – 11. Mai                        | Moscone Center                       |             |
| 2012 | 27. – 29. Juni                       | Moscone Center                       |             |
| 2013 | 15. – 17. Mai                        | Moscone Center                       | [ 3 ]       |
| 2014 | 25. – 26. Juni                       | Moscone Center                       |             |
| 2015 | 28. – 29. Mai                        | Moscone Center                       | [ 4 ] [ 5 ] |
| 2016 | 17. – 19. Mai                        | Shoreline Amphitheatre               |             |
| 2017 | 17. – 19. Mai                        | Shoreline Amphitheatre               |             |
| 2018 | 8. – 10. Mai                         | Shoreline Amphitheatre               |             |
| 2019 | 7. – 9. Mai                          | Shoreline Amphitheatre               | [ 6 ]       |
| 2020 | Abgesagt wegen der COVID-19-Pandemie | Abgesagt wegen der COVID-19-Pandemie | [ 7 ]       |
| 2021 | 18. – 20. Mai                        | Online                               | [ 8 ]       |
| 2022 | 11. – 12. Mai                        | Online                               | [ 9 ]       |
| 2023 | 10. Mai                              | Shoreline Amphitheatre               | [ 10 ]      |
| 2024 | 14. Mai                              | Shoreline Amphitheatre               | [ 11 ]      |
| 2025 | 20. – 21. Mai                        | Shoreline Amphitheatre               | [ 12 ]      |

## Daten und Themen

### 2008

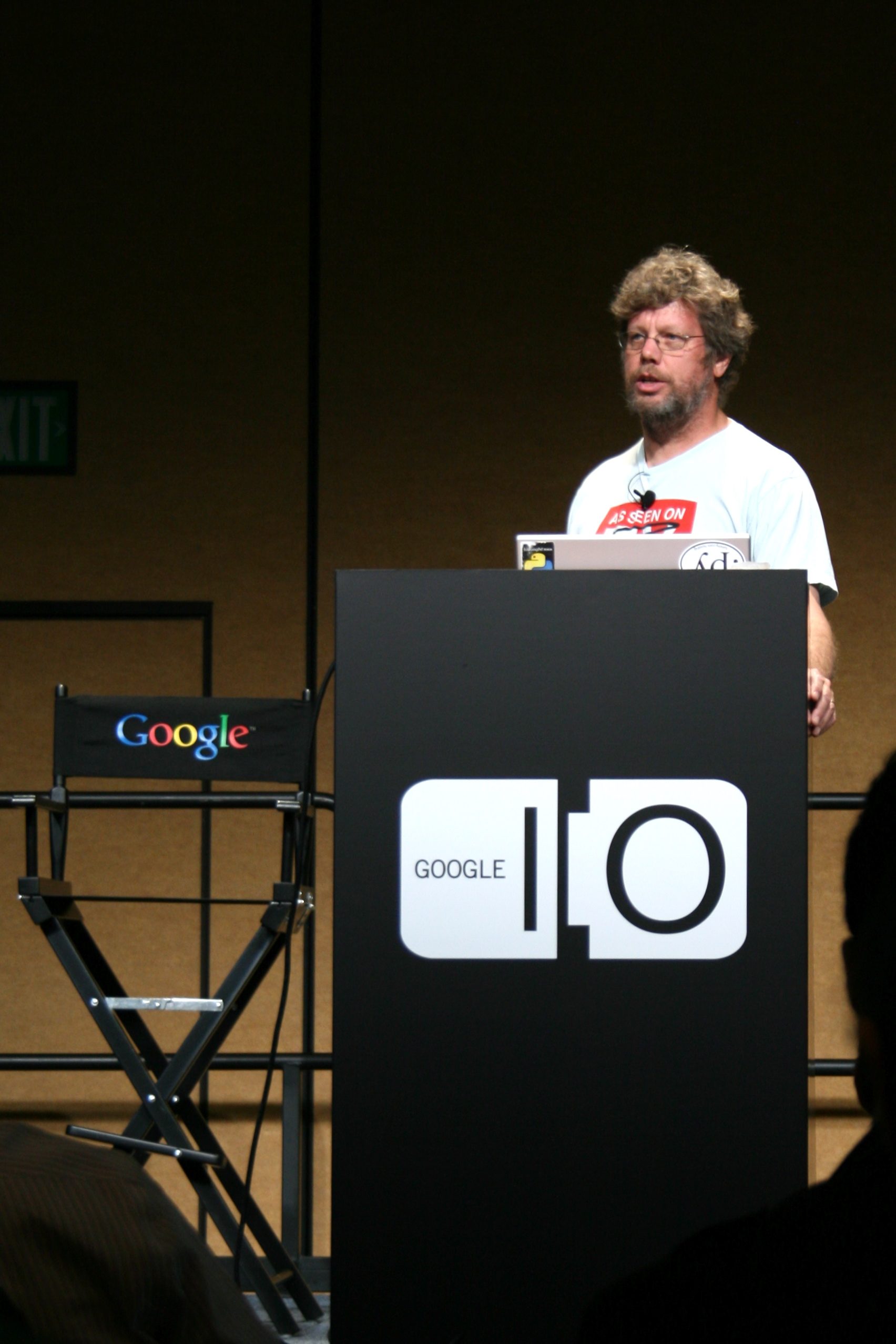
Guido van Rossum bei Google I/O 2008

Die Google I/O 2008 war die erste Veranstaltung der Reihe und fand vom 28. bis 29. März 2008 im Moscone Center in San Francisco statt.
Die Hauptthemen des Events waren OpenSocial, App Engine, Android, Google Maps API und Google Web Toolkit.

### 2009
Die zweite Veranstaltung der Reihe fand vom 27. bis 28. März 2009, erneut im Moscone Center statt.
Hauptthemen waren Android, App Engine, Chrome, Google Web Toolkit, OpenSocial, Google AJAX API, Google TV und Google Wave.
Teilnehmer des Events erhielten ein HTC Magic.

### 2010
Die dritte Google I/O fand vom 19. bis 21. Mai 2010 statt.
Android, App Engine, Chrome OS, Enterprise, Geo, Google API, Google TV, Google Web Toolkit, Social Web, Google Wave
Teilnehmer des Events erhielten ein HTC Evo 4G als Werbegeschenk. Im Vorfeld der Veranstaltung wurden das Motorola Droid und das Nexus One kostenlos verteilt.

### 2011
2011 fand die Veranstaltung vom 10. bis 11. Mai statt.
Am ersten Tag der Veranstaltung drehte sich alles um das Android-Betriebssystem. Am zweiten Tag vor allem um Google Chrome und Chrome OS.
Dabei wurden unter anderem Android 4.0 (Ice Cream Sandwich), Google Music, Chromebook und der Chrome Web Store vorgestellt.
Als Werbeartikel wurden das Samsung Galaxy Tab 10.1, das Samsung Series 5 Chromebook und Verizon MiFi Mobile Hotspot unter den Teilnehmern verteilt.

### 2012

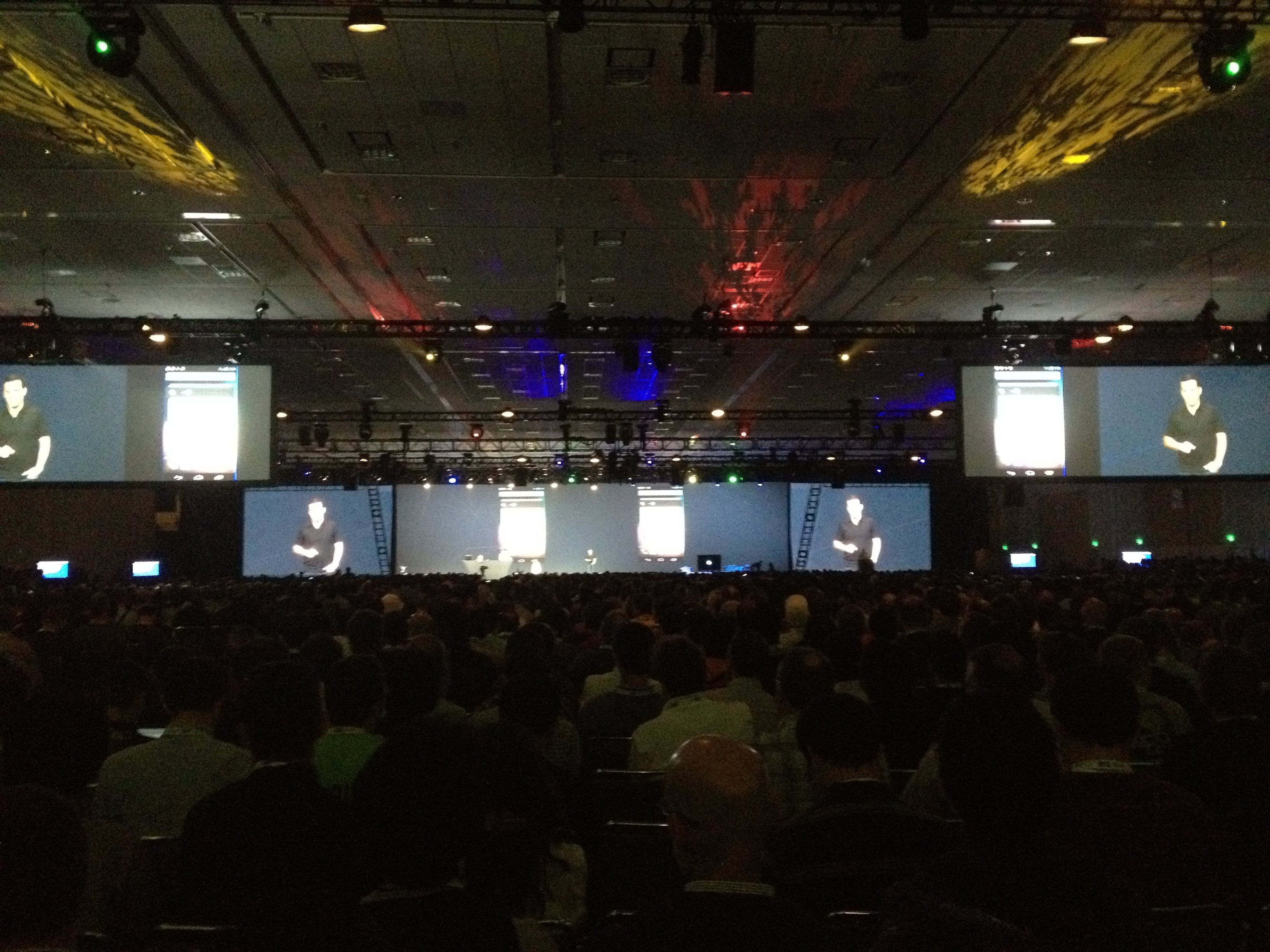
Google I/O 2012 Keynote

Die fünfte Google I/O fand vom 27. bis 29. Juni 2012 und damit erstmal drei statt zwei Tage statt.
Themen waren Google+ und Google Glass, Android 4.1 (Jelly Bean) mit Google Now, Nexus 7 Tablets und Google Nexus Q, Google Chrome, Google Drive, Google Docs, Google Analytics für Android, neue APIs für YouTube und Google Maps.

### 2013
Die sechste Veranstaltung fand vom 15. bis 17. Mai 2013 an zwei Tagen statt. Im Vorfeld wurden in von nur 49 Minuten alle Tickets für ca. 900 US-Dollar verkauft.
Vorgestellt wurde unter anderem Google Play Music All Access, Google Play Games, neue Google Play Services, Android Studio IDE, Chromebook, eine Google-Edition des Samsung Galaxy S4, eine neue Version von Google+, ein neues Design für Google Maps und der Videokonferenz-Dienst Hangouts. Als Werbegeschenk erhielten Teilnehmer das Google Chromebook Pixel.

### 2014
Bei der siebten Google I/O vom 25. bis 26. Juni 2014 ging es im Moscone Center in San Francisco unter anderem um Android 5.0 (Lollipop), Android Wear, Android Auto, Android TV, Android One und Google Fit. Des Weiteren wurden Material-Design-Richtlinien und ein neues Gmail API vorgestellt. Google Slides wurde als neue Android-App vorgestellt.
Google verteilte die LG G Watch oder die Samsung Gear Live mit Android Wear an Teilnehmer, sowie die Motorola Moto 360. Außerdem erhielten die Teilnehmer Google Cardboard, eine Halterung aus Kartons für Smartphones zur Nutzung als Virtual-Reality-Brille.

### 2015

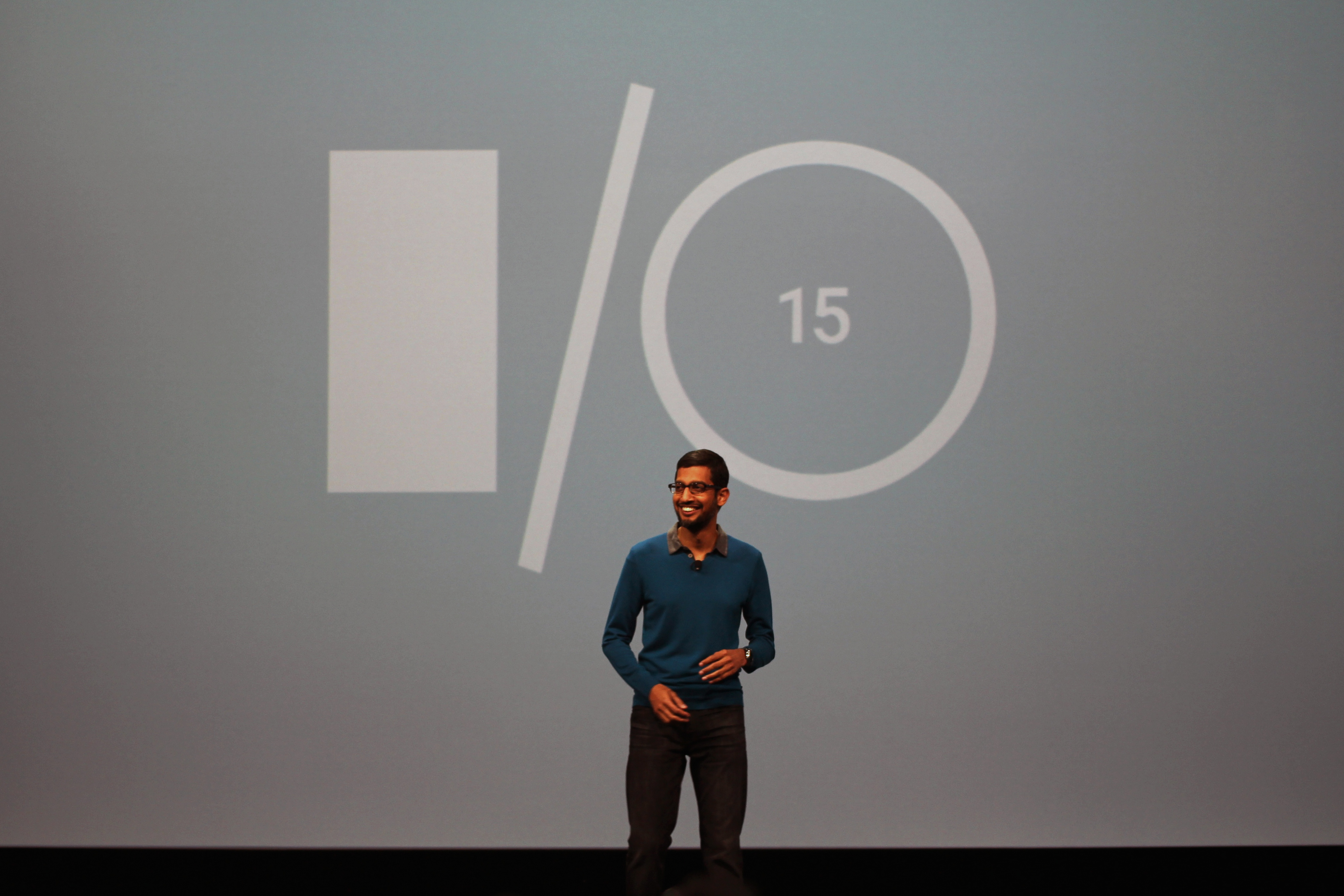
Sundar Pichai bei Google I/O 2015

Die Google I/O 2015 startete am 28. Mai 2015 und endete am 29. Mai.
Vorgestellt wurden zu Android M das neue Berechtigungssystem sowie Android TV und Android Pay, die Unterstützung für Fingerabdruckscanner und der USB Type-C. Ein Thema war Google Fotos zum Sortieren, Durchsuchen, Bearbeiten und Sichern von Fotos. Weiterhin erläuterte man Google Now, Android Wear und eine neue Version von Android Studio sowie das Project Brillo, ein abgespeckte Android für das Internet der Dinge.
Eine weitere Neuigkeit ist das Google Cloud Test Lab, womit Entwickler Android-Apps auf mehreren Geräten testen können, ohne diese besitzen zu müssen.
Für Regionen mit beschränktem Mobilfunkzugang stellte man Apps mit Offline-Modus vor, darunter die YouTube-App und Google Maps.
Als JavaScript-Framework wurde Polymer erläutert sowie Google Cloud Messaging 3.0 und Schnittstellen zu Google Cardboard. Mit letzterem und Google Jump sind 360-Grad-Ansichten mittels YouTube erlebbar. Die Videos nimmt ein Kamerasystem mit 16 Kameras mit einer Open-Source-Software auf. Als Werbegeschenke wurde das Nexus 9 und Google Cardboard verteilt.

### 2016

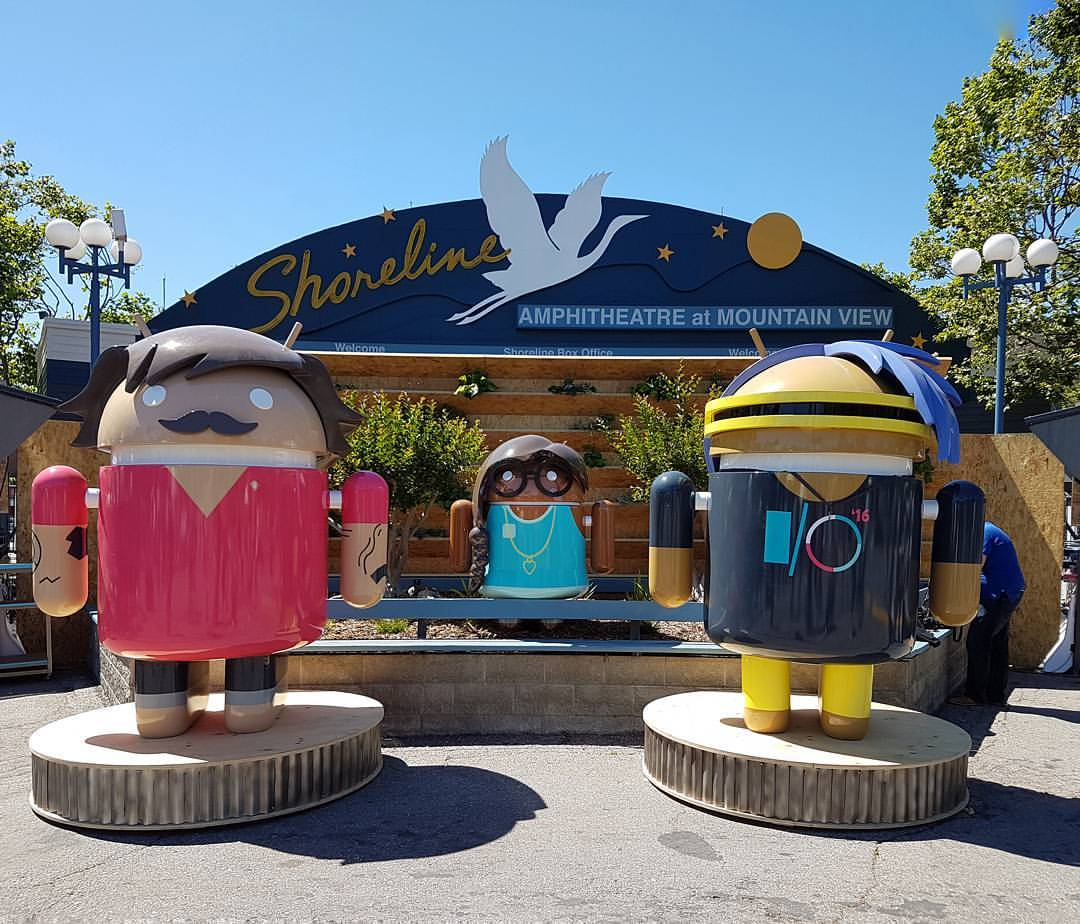
Google I/O 2016 im Shoreline Amphitheatre

Die Google I/O 2016 fand im Shoreline Amphitheatre in Mountain View vom 18. bis 20. Mai 2016 statt.
Vorgestellt wurden Erweiterungen von Google Now sowie der Google Assistant mit einem Wireless-Lautsprecher, der als Google Home mittels Sprachkommandos gesteuert wird. Die Veröffentlichung soll im Laufe des Jahres erfolgen.
Ein Thema war der Messenger Allo, der beispielsweise Vorschläge zu Restaurants macht, sofern dies das Gesprächsthema ist. Die App Duo ermöglicht eine 1-zu-1-Videokonferenz, die auch bei schlechtem Mobilfunknetz eine stabile Bildqualität biete.
Weitere Themen waren Android N, Android TV, die Vulkan-Grafikschnittstelle, die VR-Plattform Daydream, Android Wear 2.0 sowie Android Pay und Android Instant Apps, wobei nur die Teile einer zur Ausführung notwendigen App heruntergeladen werden.

### 2017
Die Google I/O 2017 fand vom 17. bis 19. Mai 2017 erneut im Shoreline Amphitheatre in Mountain View statt. Hierbei wurde die Deep-Learning-Anwendung Google Lens angekündigt.

### 2018
Auch die Google I/O 2018 fand vom 8. bis 10. Mai 2018 im Shoreline Amphitheatre in Mountain View statt. Zentrale Themen waren Android P, AI und Digitales Wohlbefinden.

### 2019
Die Google I/O 2019 fand vom 7. bis 9. Mai 2019 im Shoreline Amphitheatre in Mountain View statt.

#### Produkte
- Android 10
- Pixel 3a und 3a XL
- Flutter im Web
- Google Lens
- Firebase
- AR Wegbeschreibungen in Google Maps
- Google Assistant für Offlinegebrauch optimiert
- Assistant Fahrmodus
- Kotlin-First Entwicklung
- Umbenennung von Google Home zu Google Nest
- Live Untertitel
- Projekt Mainline (optimierter Prozess für OS-Updates ab Android 10)
- Google Duplex Web API

### 2020
Die Google I/O 2020 war ursprünglich für den 12. bis 14. Mai 2020 in Mountain View geplant, wurde jedoch aufgrund der COVID-19-Pandemie am 3. März 2020 abgesagt.

### 2021
Die Google I/O 2021 fand vom 18. bis 20. Mai 2021 – erstmals online und kostenlos für beliebige Nutzer nach Registrierung – statt.

#### Produkte
- Accessibility[30]
- Android 12 (Vorschau)[31]
- ARCore[32]
- Chrome OS[33]
- Firebase[34]
- Flutter[35]
- Google Assistant[36]
- Google Pay[37]
- Google Cloud[38]
- Google Play[31]
- Google Maps Platform[39]
- Material Design[40]
- TensorFlow[41]
- Web[42]

### 2022
Die Google I/O 2022 fand vom 11. bis 12. Mai 2022 statt.

#### Produkte
- Immersive View
- Suche mit Szenenerkundung
- Privatsphäre-Einstellungen für Werbung
- Matter
- Google Wallet
- Flutter
- Pixel 6a
- Pixel Buds Pro
- Android 13 (Vorschau)
- Pixel 7 und Pixel 7 Pro (Vorschau)
- Pixel Watch (Vorschau)
- Pixel Tablet (Vorschau)

### 2023
Die Konferenz 2023 wurde am 7. März 2023 für den 10. Mai 2023 angekündigt. Sie fand vor einem begrenzten Publikum vor Ort statt, war gleichzeitig jedoch auch online abrufbar. Die Teilnehmer konnten an den per Livestream übertragenen Keynote-Sitzungen teilnehmen und eine Reihe von technischen Inhalten und Lernmaterialien erkunden, die auf Abruf verfügbar sind.

#### Produkte
- Help me write (in Gmail)
- Immersive View for routes (in Google Maps)
- Magic Editor (in Google Fotos)
- PaLM 2
- Google Bard
- Google Workspace
- Duet AI for Workspace
- Google-Suche
- Google Cloud
- Duet AI for Google Cloud
- Universal Translator
- Magic Compose (in Google Messages)
- Android 14 (Vorschau)
- Pixel 7a
- Pixel Tablet
- Pixel Fold

### 2024
2024 wurde die Konferenz am 14. März 2024 für den 14. Mai 2023 angekündigt. Sie fand im Shoreline Amphitheatre statt, war gleichzeitig jedoch auch online abrufbar.

#### Produkte (Auswahl)
- Gemini 1.5 (Flash und Pro)
- Ask Photos[47]
- Projekt Astra (Demovideo)
- Veo
- Google-Suche

### 2025
2025 wurde die Konferenz für den 20. und 21. Mai angekündigt.

#### Produkte
- Android XR